# Эйрена (художница)
Эйрена (др.-греч. Εἰρήνη; другой вариант имени Ирена, между III и II в. до н. э.) — древнегреческая художница, упомянутая Плинием Старшим в его «Естественной истории», написанной в I веке н. э. Она была дочерью художника и создала изображение девушки, которая хранилось в Элевсине.
Эйрена является одной из шести женщин-художниц античности, упомянутых в этом труде Плиния Старшего (в книге тридцать пятой) в 77 году н. э. наряду с Тимарет, Калипсо, Аристаретой, Иайей и Олимпиадой.
В эпоху Возрождения Джованни Боккаччо, итальянский гуманист XIV века, включил Эйрену в свою книгу «О знаменитых женщинах» (лат. De mulieribus claris), представляющую собой сборник из 106 женских биографий. Однако в рассказе о ней Боккаччо, по-видимому, объединил в её образе множество женщин, описанных Плинием Старшим, и приписал её ряд чужих работ.